# Benjamin Demel
Benjamin Josef Demel (12. ledna 1818 Opava – 6. června nebo 6. září dle prohlášení soudu 17. června 1867 Vídeň nebo Deutsch Altenburg) byl rakouský právník a politik německé národnosti (ale podporující české státní právo) z Moravy; poslanec Moravského zemského sněmu a starosta Kroměříže.

## Biografie
Profesí byl advokátem. V roce 1860 je uváděn jako advokát v Kutné Hoře. V roce 1862 přesídlil do Kroměříže. Dne 19. června 1865 koupil v Kroměříži na Velkém náměstí tzv. Lontanův dům za 15 000 zl. r., který po jeho nešťastné smrti koupila 3. září 1876 za 15 400 zl. Klementina Czapová, sestra předchozího starosty Aloise Czapa. Na domě je umístěna pamětní deska Františku Palackému, který zde bydlel v době konání Kroměřížského sněmu.
Od 2. ledna 1867 byl za slovanskou komunální stranu Perioda zvolen do úřadu starosty Kroměříže. Ve funkci starosty nahradil tragicky zesnulého Aloise Czapa. Snažil se ve funkci zastávat umírněná národnostní stanoviska. Byl proto terčem kritiky části německé komunity v Kroměříži, stejně jako osob z řad zámeckého správního aparátu. Některé zdroje uvádějí, že musel kvůli opozici po necelém roce opustit Kroměříž. Jiné dobové zdroje ale ještě ve zprávách o úmrtí Demela v červnu 1867 uvádějí, že šlo o starostu Kroměříže.
V 60. letech se zapojil krátce i do vysoké politiky. V zemských volbách v lednu 1867 byl zvolen na Moravský zemský sněm, za kurii městskou, obvod Kroměříž. Zvolen zde byl i v krátce poté konaných zemských volbách v březnu 1867. V dubnu 1867 je uváděn jako federalistický poslanec. A v téže době je označován za českého starostu. Národností byl Němec. Pocházel z německého jazykového prostředí. Podporoval ovšem české státní právo a na sněmu působil jako federalista. Mezi jeho přátele patřil Jan Kozánek. Do zemských voleb v březnu 1867 šel jako oficiální kandidát Moravské národní strany (staročeské).
Zemřel v červnu 1867. Dne 4. června odjel z Opavy na návštěvu do Vídně, kde byl od 6. června pohřešován. Ubytoval se v hotelu v hotelu Zur Nordbahn v Leopoldstadtu. Dne 6. června večer opustil hotel kvůli návštěvě divadelního představení. Do hotelu už se nevrátil. Dne 26. června ohlašuje tisk, že tělo nalezené nedlouho předtím v Dunaji u Vídně bylo identifikováno jako Demel. V pramenech ovšem panují rozpory ohledně data a místa úmrtí. Demelova mohyla, která byla na podzim 1867 odhalena na hřbitově v Kroměříži a jejímž autorem byl kameník Antonín Tomáš Beck (1835-1908), uváděla, že zemřel v září 1867.
K jeho smrti František Václav Peřinka v kroměřížském místopisu uvádí: Nervově uštván krom. soukmenovci utopil se pod Vídní v Dunaji, Krajský soud v Uh. Hradišti
prohlásil 17. červen 1867 dnem úmrtním.
V roce 1933 byla po něm v Kroměříži pojmenovaná nově vzniklá Demelova ulice (v době okupace Demel-Gasse), od roku 1953 ulice Partyzánská.
Jeho bratr Johann Demel von Elswehr byl starostou Těšína.